# Зелени Балкани
Федерацията на природозащитни сдружения „Зелени Балкани“ е национална, нестопанска, неправителствена, неполитическа, природозащитна организация. Организацията е основана през 1988 година и е най-старата природозащитна НПО в България.
„Зелени Балкани“ действа съгласно Закона за юридическите лица с нестопанска цел (ДВ. бр.81 от 6.10.2000 г.). Организацията е регистрирана в „общественополезна дейност“ и е вписана в Централния регистър на Юридическите лица с нестопанска цел при Министерството на правосъдието.
Понастоящем в организацията членуват 4500 български граждани, обединени от идеята за опазване на природното наследство на България.

## Дейност
Мисия на организацията:
- опазване на природата на България и Балканския полуостров:
- опазване на биоразнообразието;
- възстановяване на местообитания;
- устойчиво управление на природните ресурси;
- подобряване на природозащитната политика и законодателство;
- екологично образование.

Области на действие:
- опазване и възстановяване на редки и застрашени видове и техните местообитания;
- опазване, възстановяване и устойчиво управление на влажните зони;
- опазване, възстановяване и устойчиво управление на горите, превенция на корупцията и бракониерството в системата на горите;
- разширяване и укрепване мрежата от защитени територии и подпомагане изграждането на НАТУРА 2000 и Националната екологична мрежа;
- подкрепа на реформите в българското природозащитно законодателство и хармонизирането му с европейското;
- популяризиране прилагането на принципите за устойчиво развитие и насърчаване на природосъобразни стопански дейности;
- подпомагане изграждането на капацитети за опазване на биологичното разнообразие и устойчиво използване на природните ресурси;
- повишаване на обществената информираност и ангажираност за опазване на природата и устойчивото развитие;
- мобилизиране потенциала на младите хора за опазване на дивата природа и околната среда, популяризиране ценностите на доброволчеството;
- опазване „ex situ“ – осъществяване на програма за рехабилитация, лечение и връщане в природата на пострадали диви животни в единствения в страната Спасителен център за диви животни. Изпълнение на програми за размножаване и реинтродукция на редки видове.

## Проекти и кампании
В дейностите на организацията участват стотици активни доброволци от различни части на страната. Зелени Балкани е единствената организация в България, получила от международния Алианс на доброволците за консервация (CVA) акредитация в категорията Benchmark, като доказателство за високите стандарти за работа с доброволци. Благодарение на стотиците доброволци и експерти на организацията и получената международна и национална подкрепа, организацията е постигнала значителни резултати в опазване на уникалното природно наследство на България. Тя успешно е осъществила над 110 проекта, чиято инвестиция в опазването на природата надхвърля 3,5 млн. долара.
„Зелени Балкани“ работи по различни консервационни програми, свързани с опазването на редки видове като царския орел, лешоядните птици, червеногушата гъска, малкия корморан, ловния сокол, чапли и пр. Зелени Балкани са водещата неправителствена организация, участвала в изграждането на Европейската екологична мрежа НАТУРА 2000 в България. По предложения на Зелени Балкани са обявени 26 нови защитени територии с обща площ 40000 ха. (сред тях за Природен парк Персина и Защитена местност Калимок-Бръшлян).
Работи за опазването и възстановяването на природни местообитания, като гори, влажни зони и пр. Организацията осъществява дългогодишни консервационни програми в района на р. Дунав, Поморийско езеро, поречието на р.Марица, Родопите, Стара Планина, Сакар и други части на страната.

### Доброволна мрежа за охрана на горите
„Зелени Балкани“ е инициатор за създаването на Доброволна мрежа за охрана на горите, и се бори със случаите на бракониерство и корупция в системата на горите. Към организацията действа единствения в страната Спасителен център за диви животни, разположен в Стара Загора. Организацията е участвала в разработването на почти всички важни законодателни документи от раздела „природозащитно и ресурсно законодателство“ в България. Организацията има множество образователни дейности и проекти, насочени към млади хора – студенти и ученици, както и към повишаването на квалификацията и знанията на специалисти в областта на опазване на природата и биологичното разнообразие.

### Възстановяване на вид изчезнал сокол
Работата на „Зелени Балкани“ свързана с белошипата ветрушка (Falco naumanni) датира от 1989 г., когато е регистрирано и последното гнездово находище на вида в Сакар планина. В наши дни изчезналата в България популация бива възстановявана с отглеждани в спасителния център екземпляри.

### Кампания „За да остане природа в България“
„Зелени Балкани“ участва с още над 30 природозащитни организации и граждански групи в Кампанията „За да остане природа в България“, насочена срещу унищожаването на защитени местности и зони, вследствие на презастрояване и инвестиционни проекти, които са в нарушения на пириродозащитните закони и Европейски директиви.

## Международна мрежа
„Зелени Балкани“ е активен член на редица авторитетни международни мрежи и организации, сред които са:
- Международен алианс за доброволци за консервация (CVA),
- Дунавски екологичен форум (ДЕФ),
- Международен съвет за рехабилитация на диви животни (IWRC),
- Дружество за консервационна биология (SCB),
- Централно- и източноевропейска работна група за биологичното разнообразие (CEEweb for biodiversity),
- европейски работни групи за белоглавия лешояд и малкия корморан,
- Български форум на бизнес лидерите (BBLF).